# Liste der Monuments historiques in Plumergat
Die Liste der Monuments historiques in Plumergat führt die Monuments historiques in der französischen Gemeinde Plumergat auf.

## Liste der Bauwerke
| Bezeichnung                      | Beschreibung | Standort                                      | Kennzeichnung | Schutzstatus    | Datum | Bild           |
| -------------------------------- | ------------ | --------------------------------------------- | ------------- | --------------- | ----- | -------------- |
| Kapelle                          |              | Gornévec (Lage)                               | PA00091552    | Inscrit         | 1925  | weitere Bilder |
| Kapelle Saint-Servais            |              | Rue René-Donias Rue des Trois-Clochers (Lage) | PA56000075    | Inscrit         | 2015  | weitere Bilder |
| Chapelle de la Trinité           | Kapelle      | Rue René-Donias Rue des Trois-Clochers (Lage) | PA00091554    | Inscrit         | 1925  | weitere Bilder |
| Chapelle de la Vraie-Croix       | Kapelle      | Langroix (Lage)                               | PA00091553    | Inscrit         | 1925  | weitere Bilder |
| Friedhofskreuz von Saint-Thuriau |              | Le Bourg (Lage)                               | PA00091555    | Inscrit         | 1925  | weitere Bilder |
| Friedhofskreuz                   |              | Friedhof (Lage)                               | PA00091558    | Inscrit         | 1935  | weitere Bilder |
| Kreuz von Gouah                  |              | Rue Anne-de-Bretagne (Lage)                   | PA00091556    | Inscrit         | 1925  | weitere Bilder |
| Wegekreuz                        |              | Rue Joseph-Evenas (Lage)                      | PA00091557    | Inscrit         | 1935  | weitere Bilder |
| Kirche St-Thuriau                |              | Le Bourg (Lage)                               | PA00091559    | Inscrit Inscrit | 1925  | weitere Bilder |

## Liste der Objekte

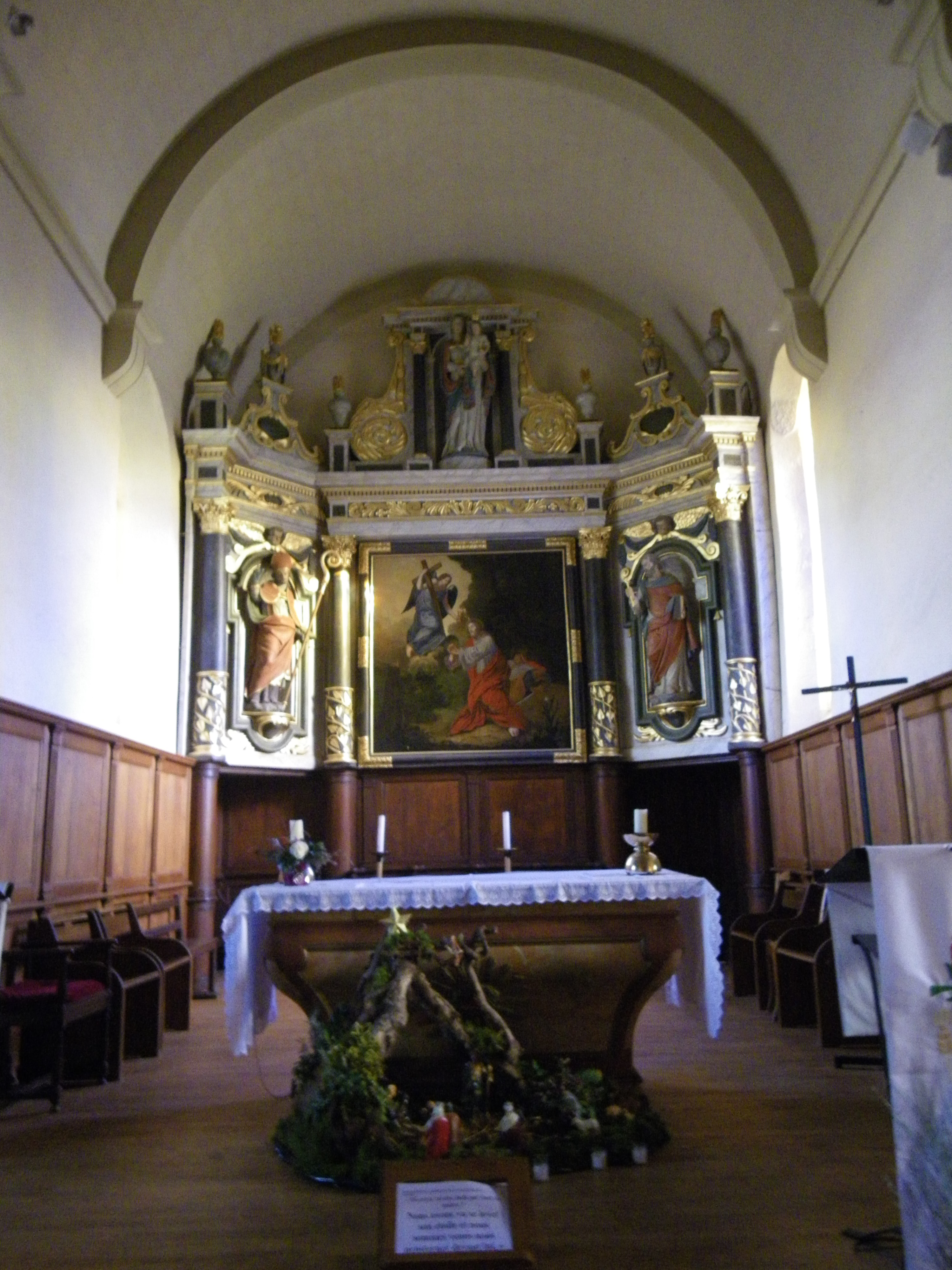
Hauptaltar in der Kirche St-Thuriau (18. Jahrhundert)

- Monuments historiques (Objekte) in Plumergat in der Base Palissy des französischen Kultusministerium